# Levitação (catolicismo)

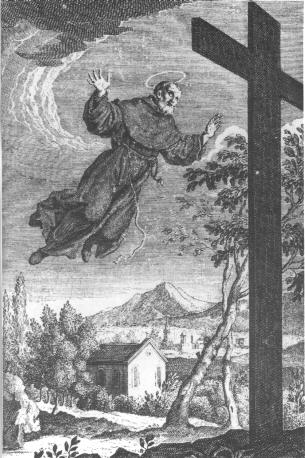
São José de Cupertino era um Santo levitador

Há numerosos santos aos quais é atribuída a habilidade de voar ou de levitar. A maioria destes santos voadores é mencionada na literatura ou em fontes associadas aos mesmos.
Esta habilidade é também atribuída a outras figuras dos inícios da cristandade. Os apócrifos Atos de Pedro conta a história da morte lendária de Simão Mago. Simão está a executar magia no fórum, e para provar que ele próprio é um deus, começa a voar. O apóstolo Pedro reza a Deus para que pare o voo de Simão Mago, e este pára de voar em pleno ar e cai, partindo assim as suas pernas, ao que a multidão, previamente não-hostil, se revolta e o apedreja até à morte.
A igreja de Santa Francesca Romana alega ter sido construída no lugar onde Simão Mago teria voado, afirmando assim que Simão Mago era de fato capaz de voar, alegando também que o apóstolo Paulo estava também presente, e que uma pedra de mármore da igreja tem marcas dos joelhos de Pedro e Paulo onde estes farão as suas orações.
O fenômeno da levitação foi registado numerosas vezes com variados santos. São Francisco de Assis é descrito como tendo-se "suspendido acima da terra, muitas vezes à altura de três, ou quatro côvados." Santo Afonso de Ligório, enquanto pregava em Foggia, alega-se que teria levitado alguns palmos acima do chão perante os olhos de toda a sua congregação. A Afonso de Ligório também é atribuído o poder da bilocação. 
Voar ou levitar foi também associado à bruxaria. No que toca a santas, há uma certa ambivalência expressa por teólogos, especialistas em direito canônico, inquisidores e hagiógrafos ao longo da história, no que respeita à aceitação desses poderes. Por volta de 1500, a imagem de uma santa, no imaginário popular, tinha-se tornado bastante similar à da bruxa. Tanto bruxas quanto santas eram suspeitas por voarem.

## Lista de Santos levitadores
- Santo Afonso de Ligório
- Santa Catarina de Siena
- São Francisco de Assis
- São Francisco de Paula
- São Francisco Xavier
- Santa Gemma Galgani
- São Gerardo Magela
- Santo Inácio de Loyola
- São João Bosco
- São João da Cruz
- São José de Cupertino
- São Martinho de Porres
- São Paulo da Cruz
- São Pedro Claver
- São Pedro de Alcântara
- São Filipe Néri
- Santa Teresa de Ávila
- São Tomás de Aquino
- São Serafin de Sarov

## Ligações Externas
- Levitação no Cristianismo por Jorge A. B. Soares